# Nový Šaldorf-Sedlešovice
Nový Šaldorf-Sedlešovice (en allemand : Neuschallersdorf-Edelspitz) est une commune du district de Znojmo, dans la région de Moravie-du-Sud, en République tchèque. Sa population s’élève à 1 810 habitants en 2024.

## Géographie
Nový Šaldorf-Sedlešovice fait partie de l'aire urbaine de Znojmo, dont elle est séparée par la rivière Dyje. Elle se trouve à 3 km au sud du centre de Znojmo, à 57 km au sud-ouest de Brno et à 182 km au sud-est de Prague.
La commune est limitée par Znojmo à l'ouest, au nord et à l'est, par Chvalovice au sud, et par Havraníky au sud-ouest.

## Histoire
La première mention écrite de la localité date de 1190

## Administration
La commune se compose de deux sections :
- Nový Šaldorf
- Sedlešovice

## Galerie

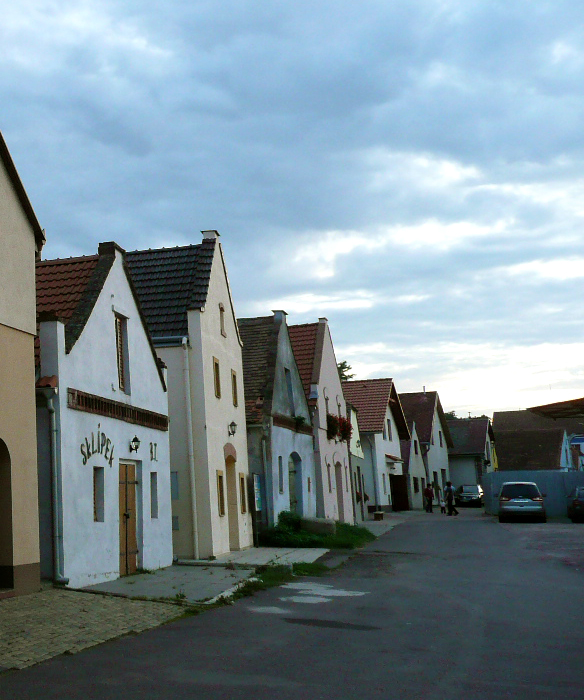
Maisons de vignerons Kellergasse
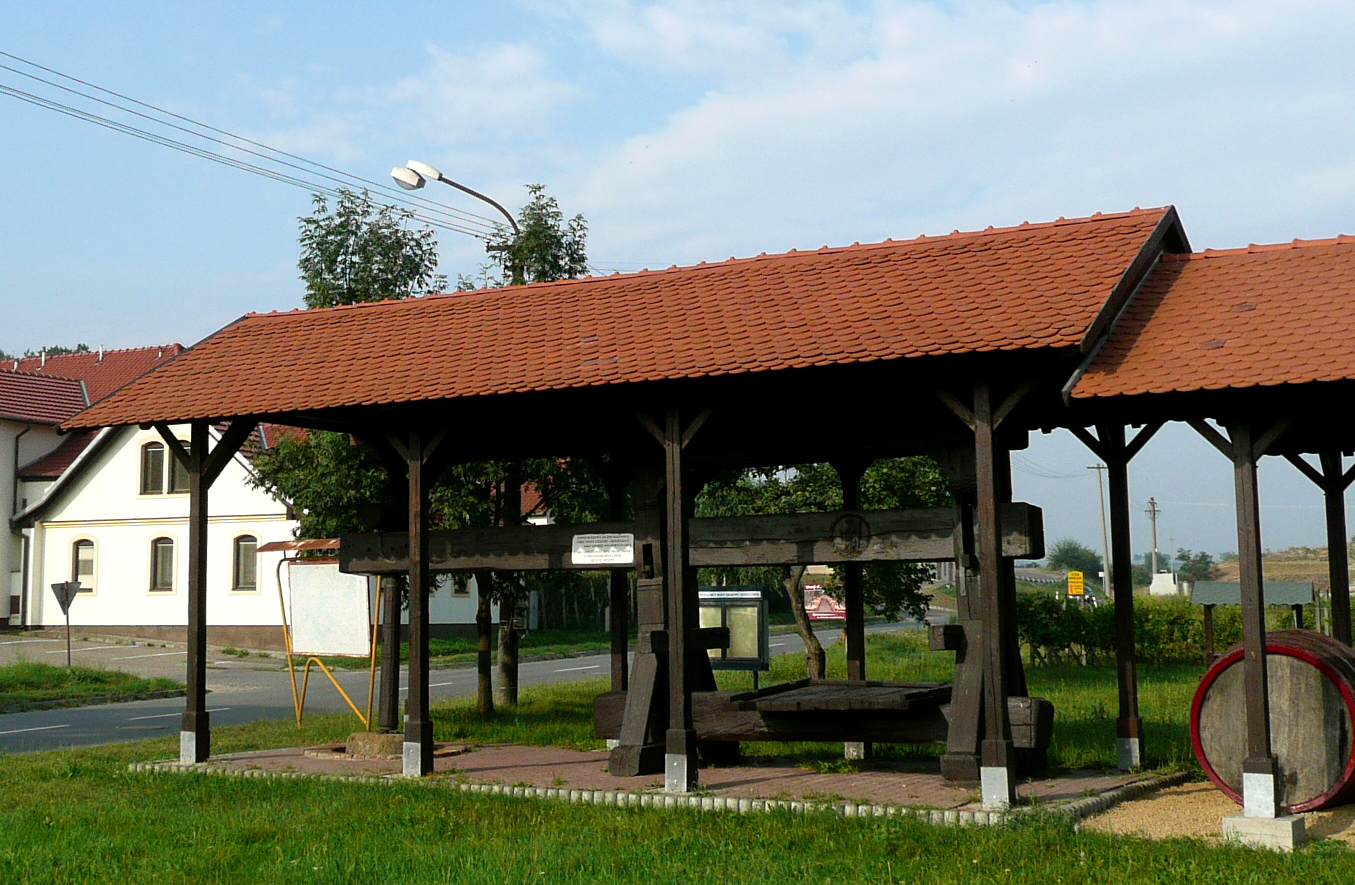
Ancienne presse
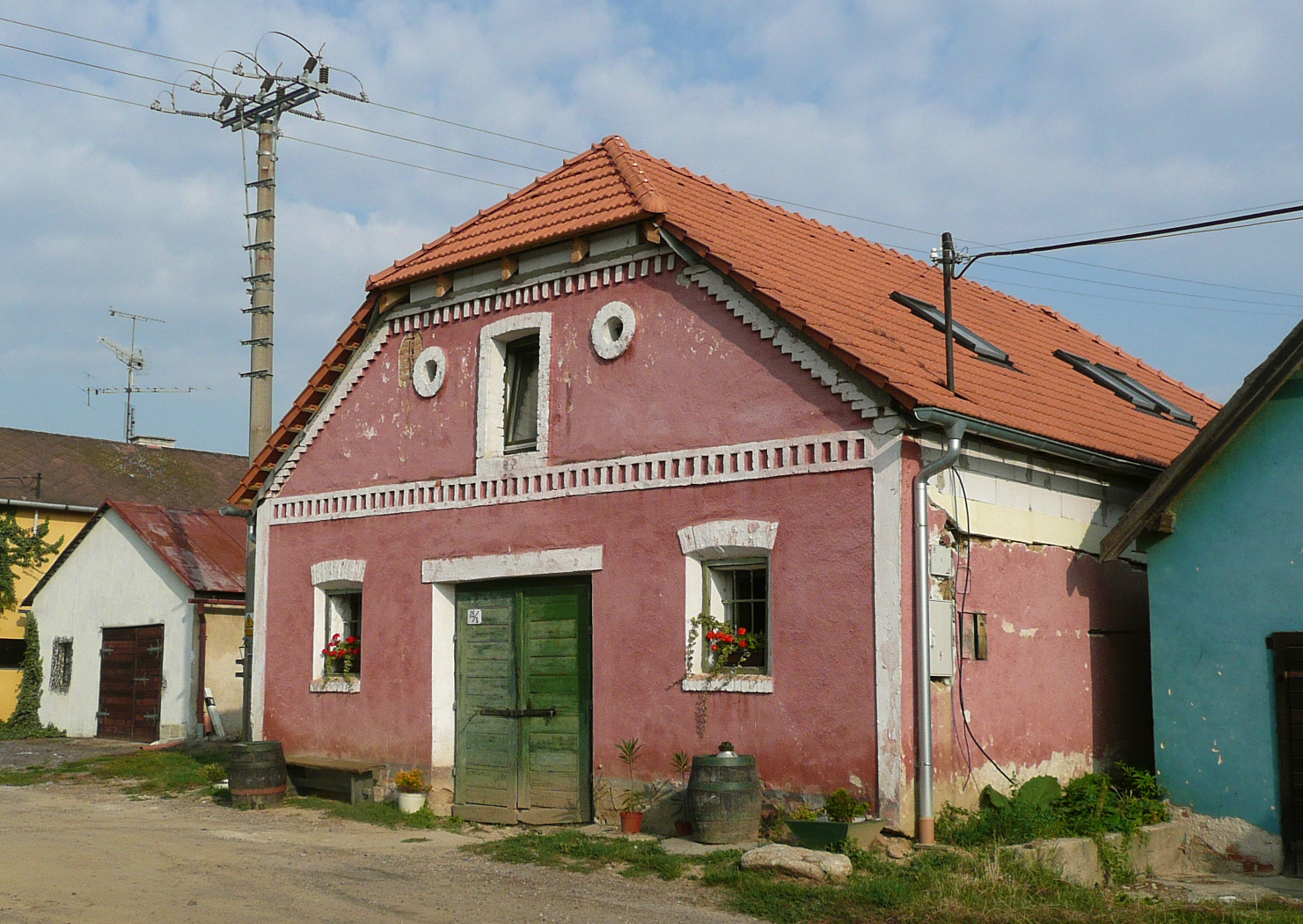
Maison typique